# Else von Moellendorff

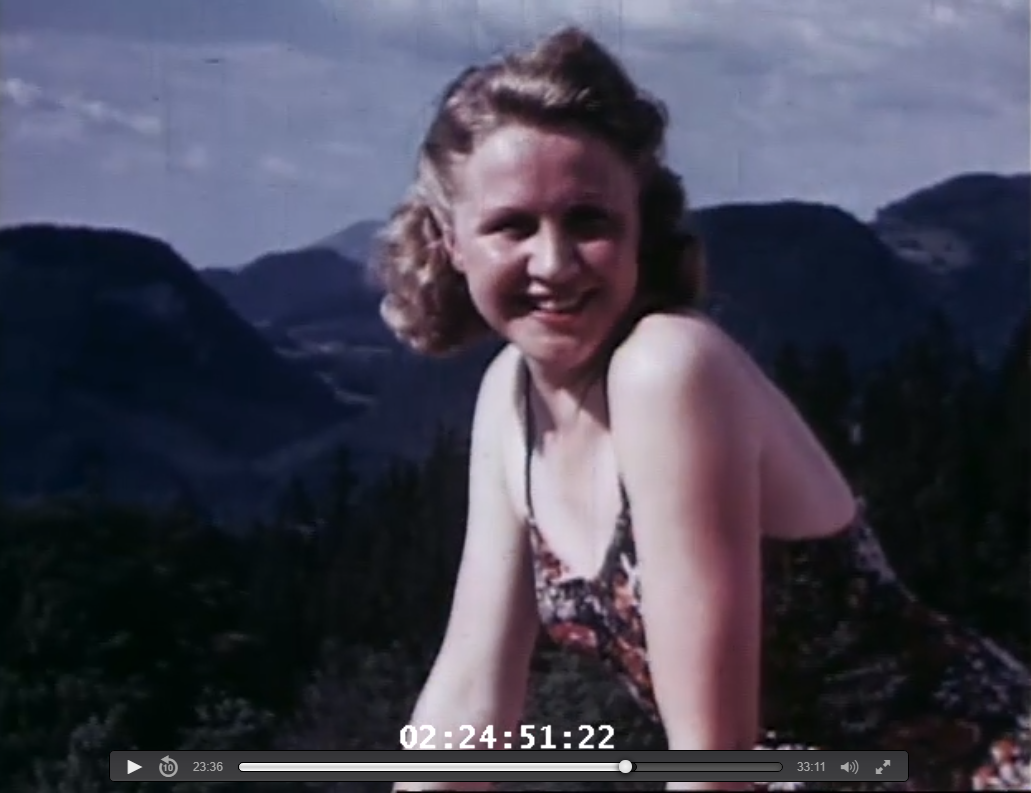
Else von Möllendorff (1938), gefilmt von Eva Braun

Else von Möllendorff (* 29. Dezember 1912 in München; † 28. Juli 1982 in Lübeck) war eine deutsche Schauspielerin.

## Leben
Die Tochter des Schauspielers und Regisseurs Kurt von Möllendorff (1885–??) und seiner Ehefrau Marianne geb. Wachowiak (1878–1959) sammelte schon als Kind Theatererfahrungen. Im ersten deutschen Kurztonfilm, einer Inszenierung von Hans Christian Andersens Märchen Das Mädchen mit den Schwefelhölzern, verkörperte sie 1925 die Titelfigur.
Nach Schauspielunterricht erhielt sie 1930 ein Engagement am Metropol-Theater in Berlin. An Berliner Bühnen, wie dem Theater am Nollendorfplatz und dem Theater des Westens übernahm sie Hauptrollen in Theateradaptionen von Märchen wie Peterchens Mondfahrt und Rotkäppchen. Später agierte sie in Stücken wie Glaube und Heimat von Karl Schönherr und Hasenklein kann nichts dafür von Hans Mahner-Mons.
In den 1930er Jahren konnte sich die blondgelockte Schauspielerin langsam auch beim deutschen Film etablieren. In Napoleon ist an allem schuld (1938) störte sie als Tänzerin Madeleine das Eheleben des von Curt Goetz dargestellte Napoleonforschers Lord Arthur Cavershoot. In Ich vertraue Dir meine Frau an (1943) mit Heinz Rühmann mimte sie die attraktive Sekretärin Lil, derentwegen die ganzen Verwicklungen beginnen. Sie stand 1944 in der Gottbegnadeten-Liste des Reichsministeriums für Volksaufklärung und Propaganda. Von Möllendorff war außerdem Gast auf Hitlers Berghof.
Nach Kriegsende spielte von Möllendorff noch bis 1948, also bis kurz nach ihrer Hochzeit, Theater in Hamburg. Dort heiratete sie am 27. September 1947 den Kaufmann Horst Wiersbitzky (* 14. April 1910 in Königsberg, Ostpreußen; † 18. Mai 2000 in Hamburg) und lebte mit ihm in Hamburg-Blankenese. Ihren Lebensabend verbrachte sie allerdings zurückgezogen in Lübeck.
Ihr Grab wurde eingeebnet.

## Filmografie
- 1925: Das Mädchen mit den Schwefelhölzern (Kurztonfilm)
- 1930: Die Csikosbaroness
- 1933: Die vom Niederrhein
- 1934: Hanneles Himmelfahrt
- 1935: Ein falscher Fuffziger
- 1936: 90 Minuten Aufenthalt
- 1938: Schüsse in Kabine 7
- 1938: Napoleon ist an allem schuld
- 1939: Ich verweigere die Aussage
- 1939: Das Ekel
- 1939: In letzter Minute
- 1940: Verwandte sind auch Menschen
- 1940: Der Fuchs von Glenarvon
- 1940: Aus erster Ehe
- 1941: Am Abend auf der Heide
- 1941: Frau Luna
- 1941: Familienanschluß
- 1941/49: Alles aus Liebe
- 1942: Drei tolle Mädels
- 1942: Geliebte Welt
- 1943: Ich vertraue Dir meine Frau an
- 1943: Wenn der junge Wein blüht
- 1943: Herr Sanders lebt gefährlich
- 1943/46: Peter Voss, der Millionendieb
- 1944: Ich hab’ von dir geträumt
- 1944/50: Verlobte Leute
- 1948: Finale